# Lipirea statică

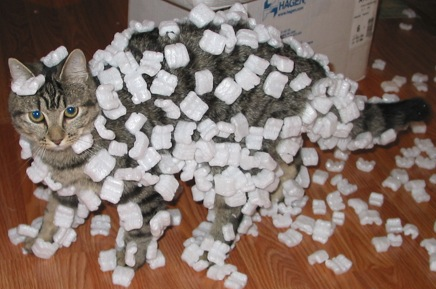
Un exemplu de lipire statică; bucăți de polistiren care s-au aghățat de blana unei pisici datorită încărcării electrictro-statică care s-a acumulat pe blana ei din cauza mișcărilor pisicii.

Lipirea statică este tendința obiectelor ușoare de a se lipi (agăța) de catre alte obiecte datorită electricității statice. Este adesea întâlnită la materiale de textile, dar se întâlnește și la alte exemple precum tendința prafului de a tinde spre și a se lipi de obiecte din plastic.

## Cauză si prevenire
Pentru îmbrăcăminte, agățarea statică este cauzată de electricitatea statică. O sarcină electrostatică este acumulată pe haine datorită efectului triboelectric atunci când țesăturile se freacă unele de altele, ca exemplu se poate lua uscătorul de rufe. Suprafețele separate încărcate pozitiv și negativ se atrag reciproc. Este vizibil mai ales când umiditatea este scăzută, lucru care permite acumularea de electricitate statică. Anumite substanțe pot reduce aderența statică și sunt adesea incluse în foile de balsam și uscător de rufe. Agenții antistatici, care fac suprafețele ușor conductoare, pot fi utilizați pe materiale textile.

### Dispozitive electronice
Acumularea de praf cauzată de lipirea statică este o problemă de grad mare pentru computere și dispozitivele electronice cu componente generatoare care produc căldură ce necesită răcire prin fluxul de aer. Praful este transportat în computer prin aer de ventilatoarele carcasei și componentelor. Praful acesta acoperă suprafețele metalice și poate înfunda spațiul dintre aripioarele radiatoarelor, diminuând disiparea căldurii și întrerupând circulația de aer cald spre mediul exterior. Acest lucru este in special adevarat pentru componentele esențiale, precum microprocesoarele. Praful crește riscul supraîncălzirii acestora, ceea ce poate duce la deteriorarea sau distrugerea acestora. Pentru a lupta ciculației îngreunate a aerului, ventilatoarele vor funcționa la viteza mai mare, generând mai mult zgomot și scurtându-le durata de viață. Un risc suplimentar este conductivitatea electrică (mică) a prafului care, având în vedere o acumulare suficientă de praf, poate provoca daune critice componentelor interne ale dispozitivului. Acumularea de praf crește exponențial, deoarece praful acumulat creează noi suprafețe statice și blocaje de care se agață noul praf.

## În publicitate
Agenții de publicitate din zonele urbane, inspirați de tehnici guerilla marketing, au încercat utilizarea lipirii statice ca mediu de distribuție. În o campanie publicitatară pentru serviciul de Internet MSN⁠(d) 8 deținut de Microsoft, pe data de 24 octombrie 2002, sute de autocolante cu logo-ul MSN au fost aplicate pe suprafețele din New York City, iar New York Times a raportat că linia statică le ținea acolo.